# Samoe Glavnoe
Albums de Alsou
Inspired
(2007) Tugan Tel
(2008)
Samoe Glavnoe (en russe Самое главное) est le cinquième album studio de la chanteuse russe Alsou, sorti en 2008. Il présente des ballades, du R'n'B et plus de guitare. Alsou a écrit les paroles de la chanson "Я любила". 
L'album a été rendu disponible sur des sites internet payants tels 7Digital. Durant les six premiers mois, il s'est vendu à environ 400 000 exemplaires seulement en Russie.

## Titres de l'album
1. Интро (Intro) - 0:40
2. Самое главное (Samoe Glavnoe) - 3:02
3. Странница-душа (Strannitsa-Dusha) - 3:53
4. А у Моей Любви (A U Moeï Lyubvi) - 3:40
5. Я Любила (Ya Lyubila) - 3:48
6. Ты и Я (Ti I Ya) - 3:31
7. Позови Меня (Pozovi Menya) - 4:17
8. Там, Где Рождается Свет (Tam, Gde Rojdaestsya Svet) - 3:57
9. Корабельная (Korabel'naya) - 3:24
10. Снег (midnight mix) (Sneg) - 3:51
11. Двое на Качелях Dvoe Na Katcheliakh) - 3:14
12. К Берегам Мечты (K Beregam Metchi) - 3:12
13. А Напоследок Я Скажу (A Naposledok Ya Skaju) - 2:52
14. Расставаться Сложно (Rasstavat'sya Slojno) - 4:59
15. Снег (original mix)  - 3:39
16. Корабельная (Remix)  - 3:19

## Single de l'album
- Самое главное (Samoe Glavnoe)
- А у Моей Любви (A U Moeï Lyubvi)